# Доні Граховляни
45°29′ пн. ш. 17°17′ сх. д. / 45.48° пн. ш. 17.28° сх. д.
Доні Граховляни (хорв. Donji Grahovljani) — населений пункт у Хорватії, у Пожезько-Славонській жупанії у складі міста Пакраць.

## Населення
Населення за даними перепису 2011 року становило 33 осіб.
Динаміка чисельності населення поселення:

## Клімат
Середня річна температура становить 10,74 °C, середня максимальна – 24,64 °C, а середня мінімальна – -5,40 °C. Середня річна кількість опадів – 908 мм.
| Клімат поселення                              | Клімат поселення | Клімат поселення | Клімат поселення | Клімат поселення | Клімат поселення | Клімат поселення | Клімат поселення | Клімат поселення | Клімат поселення | Клімат поселення | Клімат поселення | Клімат поселення | Клімат поселення |
| Показник                                      | Січ.             | Лют.             | Бер.             | Квіт.            | Трав.            | Черв.            | Лип.             | Серп.            | Вер.             | Жовт.            | Лист.            | Груд.            |                  |
| Середній максимум, °C                         | 7,08             | 8,55             | 12,86            | 16,66            | 21,49            | 24,64            | 23,83            | 23,26            | 19,48            | 14,98            | 9,41             | 5,30             |                  |
| Середня температура, °C                       | 0,85             | 2,32             | 6,62             | 10,42            | 15,26            | 18,39            | 20,30            | 19,73            | 15,96            | 11,45            | 5,88             | 1,78             |                  |
| Середній мінімум, °C                          | −5,4             | −3,91            | 0,39             | 4,19             | 9,02             | 12,15            | 16,76            | 16,19            | 12,42            | 7,91             | 2,34             | −1,77            |                  |
| Норма опадів, мм                              | 57               | 51               | 62               | 74               | 84               | 101              | 83               | 90               | 74               | 79               | 86               | 67               |                  |
| Середньомісячна швидкість вітру, м/с          | 1.98             | 2.22             | 2.53             | 2.42             | 2.22             | 2.01             | 2.00             | 1.82             | 1.87             | 1.92             | 2.00             | 2.02             |                  |
| Середньомісячна сонячна радіація, кДж/м²·день | 4390             | 7125             | 10868            | 15263            | 19391            | 21587            | 22523            | 19818            | 14858            | 9214             | 4900             | 3635             |                  |
| --------------------------------------------- | ---------------- | ---------------- | ---------------- | ---------------- | ---------------- | ---------------- | ---------------- | ---------------- | ---------------- | ---------------- | ---------------- | ---------------- | ---------------- |
| Джерело:                                      |                  |                  |                  |                  |                  |                  |                  |                  |                  |                  |                  |                  |                  |